# Італмас (БПЛА)
Італмас (рос. Италмас або рос. Изделие 54) або Герань-3 — російський дрон-камікадзе, розроблений компанією ZALA.

## Опис
Італмас є спрощеним та дешевшим аналогом Shaned-136.
Через свій специфічний звук в польоті в народі був прозваний «газонокосаркою». Кодова назва БПЛА на виробництві — «Изделие 54».

## Характеристики
БПЛА побудований за схемою «літаюче крило», як і безпілотник Shahed-136, а також ізраїльський дрон-камікадзе IAI Harop. БПЛА має дальність до 200 км, але зі зменшеною бойовою частиною — він начебто має працювати по цілях у глибокому тилу, знищуючи артилерію, РСЗВ, склади тощо.
Силову установку дрона встановлено в носі апарата, це дає змогу покращити можливості уникання збиття ракетами ППО з тепловими головками наведення. Крім того,  додаткове обдування двигуна тягнучим гвинтом дає змогу значно знизити теплове випромінювання.
За не підтвердженими даними в Італмас використовуються нові алгоритми штучного інтелекту. Зокрема, росіяни вбудовують контрабандні американські процесори, а алгоритми, що підключаються до камери дрона, можуть виявляти орієнтири й здійснювати навігацію, коли GPS глушиться, а машинне навчання може ідентифікувати цілі без втручання людини.

## Бойове застосування
Вночі 22 жовтня 2023 російська армія застосувала дрони камікадзе «Італмас» для ударів по Київщині.

## Оператори
- Росія[7]